# Chelymorpha
Chelymorpha (лат.) — род жуков щитоносок (Mesomphaliini) из семейства листоедов. Центральная и Южная Америка
Род Chelymorpha Chevrolat 1836 ветка племени
Mesomphaliini Chapuis 1875. подсемейства Щитоносок(Cassidinae)
Мезомфалини является вторым по величине племенем Щитоносок, выставляющий 553 вида в 25 родах (Borowiec и Świętojańska 2014). Монофилия племени подтверждается молекулярной филогенией Cassidinae, основанной на мтДНК, собранной Сяо и Виндзором (1999), и наличием базального зуба на претарзальном когте у всех членов (Borowiec 1995). В настоящее время(2016) считается, что род Chelymorpha содержит более 70 номинальных видов (Borowiec и Świętojańska 2014), хотя в истории признавали более 100 номинальных видов (Blackwelder 1944). Chelymorpha — второй по разнообразию род в Mesomphalini после Stolas (187 видов). Виды Chelymorpha распространены от южной Канады, по всей Центральной и Южной Америке, включая Север Чили и Аргентину. Род достигает наибольшего видового разнообразия в равнинных влажных лесах Южной Америки (Borowiec и Świętojańska 2014). Членом этого рода могут быть некоторые из наиболее распространенных щитоносок в неотропических районах, особенно те, которые характеризуются антропогенными нарушениями. Виды с растениями-хозяевами являющиеся монофаговыми или олигофагными, используют исключительно растения семейства Вьюнковых (Convolvulaceae). Весь Жизненный цикл происходит на растении-хозяине, часто личинок и взрослых на одном и том же растении. Chelymorpha содержит высокий уровень полиморфизма окраски взрослых особей у видов и внутри популяций. Распространенность полиморфизма взрослых предполагает, что текущие оценки видов могут уменьшаться по мере публикации дополнительных эмпирических исследований. Альтернатива, этой оценке, число видов могут увеличиться, если конвергентные полиморфизмы цвета скрывают неизвестные виды.

## Внешний вид
Маленькие (5-8 миллиметров), широкие, от овальных до почти прямоугольных, сводчатые до пирамидальных, полуматовые, щиты обычно желтые или красноватые, часто с темными рисунками. Голова довольно маленькая, усики относительно короткие. Форма тела овальная. Переднеспинка значительно шире длины, почти округлая. Ноги довольно короткие.

## Жизнь
Род живёт на растениях в семье грифов .

## Распространенность
Род широко распространен в Америке к северу и юго-востоку от Канады.

## Виды
Род Chelymorpha может быть одним из наиболее распространенных численно жуков-щитоносок в неотропиках. Особенно широко распространен род Chelymorpha, распространенный от юга Канады до севера Чили и Аргентины. Представители этого рода являются одними из наиболее распространенных неотропических кассидов, часто встречающихся в антропогенных местообитаниях.
Несмотря на их обширное распространение и численность, только шесть видов Chelymorpha имеют формальное описанние повадкок: C. cassidea Fabricius 1775 (Chittenden 1924 , Lawson 1991), C. constellata Klug 1829 (Marques 1932), C. cribraria Fabricius 1775 (Chittenden 1924),
C. indigesta Boheman 1854 (Frers 1922), C. reimoseri Spaeth 1928 (Ęwiętojańskaet al. 2015) и C. varians Blanchard 1851 (Frers 1922 , Zolessi 1968).  И только у пяти видов имматуры были описаны или изображены:
Род характеризуется крайним полиморфизмом и, вероятно, несколько описанных таксонов являются лишь цветовыми формами широко распространенных видов (Vasconcellos-Neto 1988, Zolessi 1968).
- Chelymorpha aculeata Borowiec, 2000
- Chelymorpha adnata (Boheman, 1854)
- Chelymorpha adspersula Boheman, 1862
- Chelymorpha advena Boheman, 1856
- Chelymorpha alternans Boheman, 1854
- Chelymorpha andicola Spaeth 1928
- Chelymorpha areata (Erichson 1847)
- Chelymorpha atomaria Boheman, 1854
- Chelymorpha atrocincta Spaeth, 1926
- Chelymorpha binotata (Fabricius, 1792)
- Chelymorpha bituberculata (Fabricius, 1787)
- Chelymorpha bivulnerata Spaeth, 1909
- Chelymorpha boliviana Boheman, 1854
- Chelymorpha bullata Boheman, 1854
- Chelymorpha calva Boheman, 1854
- Chelymorpha cassidea (Fabricius, 1775)
- Chelymorpha cavata Boheman, 1854
- Chelymorpha cingulata Boheman, 1854
- Chelymorpha circumpunctata (Klug, 1829)
- Chelymorpha clathrata Spaeth, 1909
- Chelymorpha clivosa Boheman, 1854
- Chelymorpha cobaltina Boheman, 1854
- Chelymorpha comata Boheman 1854
- Chelymorpha commutabilis Boheman, 1854
- Chelymorpha constellata (Klug, 1829)
- Chelymorpha costaricensis (Spaeth, 1922)
- Chelymorpha cribraria (Fabricius 1775)
- Chelymorpha gressoria Boheman, 1862
- Chelymorpha haematura Boheman, 1854
- Chelymorpha hoepfneri Boheman 1854
- Chelymorpha indigesta Boheman 1854
- Chelymorpha infecta Boheman 1854
- Chelymorpha infirma Boheman, 1854
- Chelymorpha inflata Boheman 1854
- Chelymorpha insignis (Klug, 1829)
- Chelymorpha klugii Boheman 1854
- Chelymorpha limbatipennis Spaeth, 1926
- Chelymorpha marginata (Linnaeus, 1758)
- Chelymorpha militaris Boheman, 1862
- Chelymorpha multipicta Boheman, 1862
- Chelymorpha nigricollis Boheman, 1854
- Chelymorpha orthogonia Boheman, 1854
- Chelymorpha pacifica Boheman, 1854
- Chelymorpha partita Boheman, 1854
- Chelymorpha peregrina Boheman, 1854
- Chelymorpha personata Boheman, 1854
- Chelymorpha peruana Spaeth, 1902
- Chelymorpha phytophagica Crotch, 1873
- Chelymorpha polyspilota Burmeister, 1870
- Chelymorpha praetextata Boheman, 1854
- Chelymorpha pubescens Boheman 1854
- Chelymorpha punctatissima Spaeth, 1937
- Chelymorpha punctigera Boheman 1854
- Chelymorpha reimoseri Spaeth 1928
- Chelymorpha rosarioensis Buzzi, 2000
- Chelymorpha rufoguttata Spaeth, 1909
- Chelymorpha rugicollis Champion, 1893
- Chelymorpha sericea Boheman, 1862
- Chelymorpha socia Boheman, 1854
- Chelymorpha sturmii Boheman 1854
- Chelymorpha stygia Boheman, 1862
- Chelymorpha subpunctata Boheman, 1854
- Chelymorpha tessellata Spaeth, 1928
- Chelymorpha texta Boheman 1862
- Chelymorpha trinitatis Spaeth, 1926
- Chelymorpha varians (Blanchard 1851)
- Chelymorpha variolosa (Olivier, 1790)
- Chelymorpha vermiculata Boheman, 1854
- Chelymorpha vittifera (Spaeth, 1932)
- Chelymorpha wollastoni Boheman, 1854